# Pomol
Pomol je utrjen del obale ali umetno narejen objekt, ki sega v morje, jezero ali reko. Pomoli, zgrajeni za potrebe gospodarstva ali prevoza, so običajno postavljeni v pristanišču in so namenjeni privezu ladij ter premeščanju tovora oziroma ljudi na ali z ladje.